# Georg Preyss

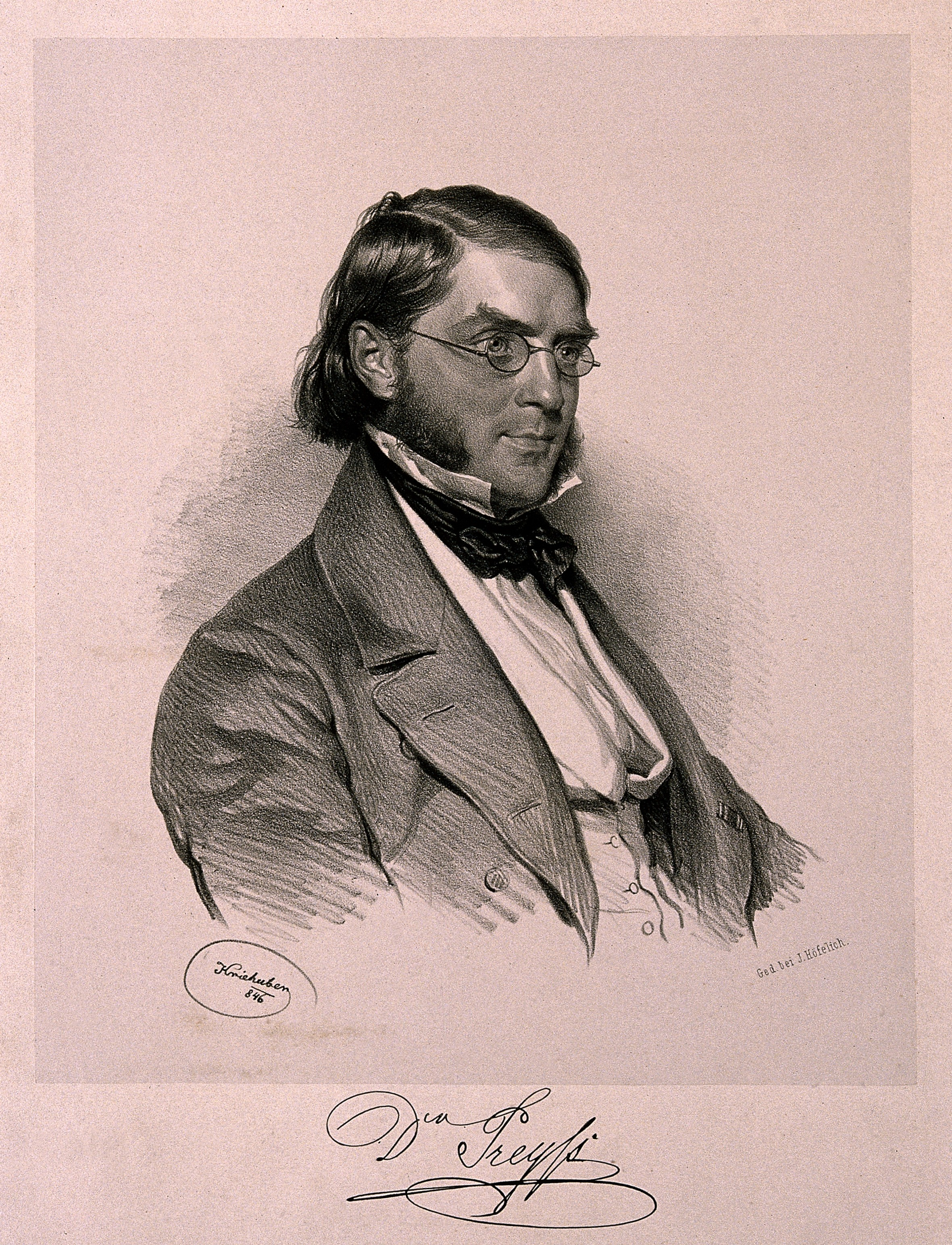
Georg Preyss. Lithographie von Josef Kriehuber (1846)

Johann Georg Preyss (* 7. Juni 1810 in Rannersdorf an der Zaya; † 8. April 1884 in Wien) war ein österreichischer Mediziner, der im 19. Jahrhundert als Medizinalrat und praktischer Arzt in Wien wirkte.

## Leben
Georg Preyss wurde am Josephinum in Wien als Militärarzt für die österreichische Armee ausgebildet, promovierte am 14. Jänner 1834 zum Doktor der Medizin und Chirurgie und wirkte anschließend als Feldarzt und Assistent von Friedrich Jäger von Jaxtthal an der Lehrkanzel für Augenheilkunde am Josephinum. Im Jahr 1841 ging er als Arzt einer begüterten Familie für mehrere Jahre nach Russland, wechselte dann als Leiter eines Feldspitals nach Prag und ließ sich später als praktischer Arzt in Wien nieder. Georg Preyss arbeitete in der Redaktion der vom Doctoren-Collegium der medizinischen Fakultät in Wien herausgegebenen Zeitschrift Österreichische Zeitschrift für praktische Heilkunde und war der beste Freund und zugleich auch der Hausarzt von Franz Grillparzer. Er wurde mit dem russischen Sankt-Stanislaus-Orden ausgezeichnet und 1859 zum Medizinalrat ernannt.
Georg Preyss wurde am 1. Mai 1857 unter der Präsidentschaft von Christian Gottfried Daniel Nees von Esenbeck mit dem akademischen Beinamen Pyl unter der Matrikel-Nr. 1802 als Mitglied in die Kaiserliche Leopoldino-Carolinische Akademie der Naturforscher aufgenommen.
Er war mit Bertha (1836–1905), geborene von Angeli, verheiratet.
Georg Preyss wurde in einem Ehrengrab auf dem Hietzinger Friedhof bestattet.

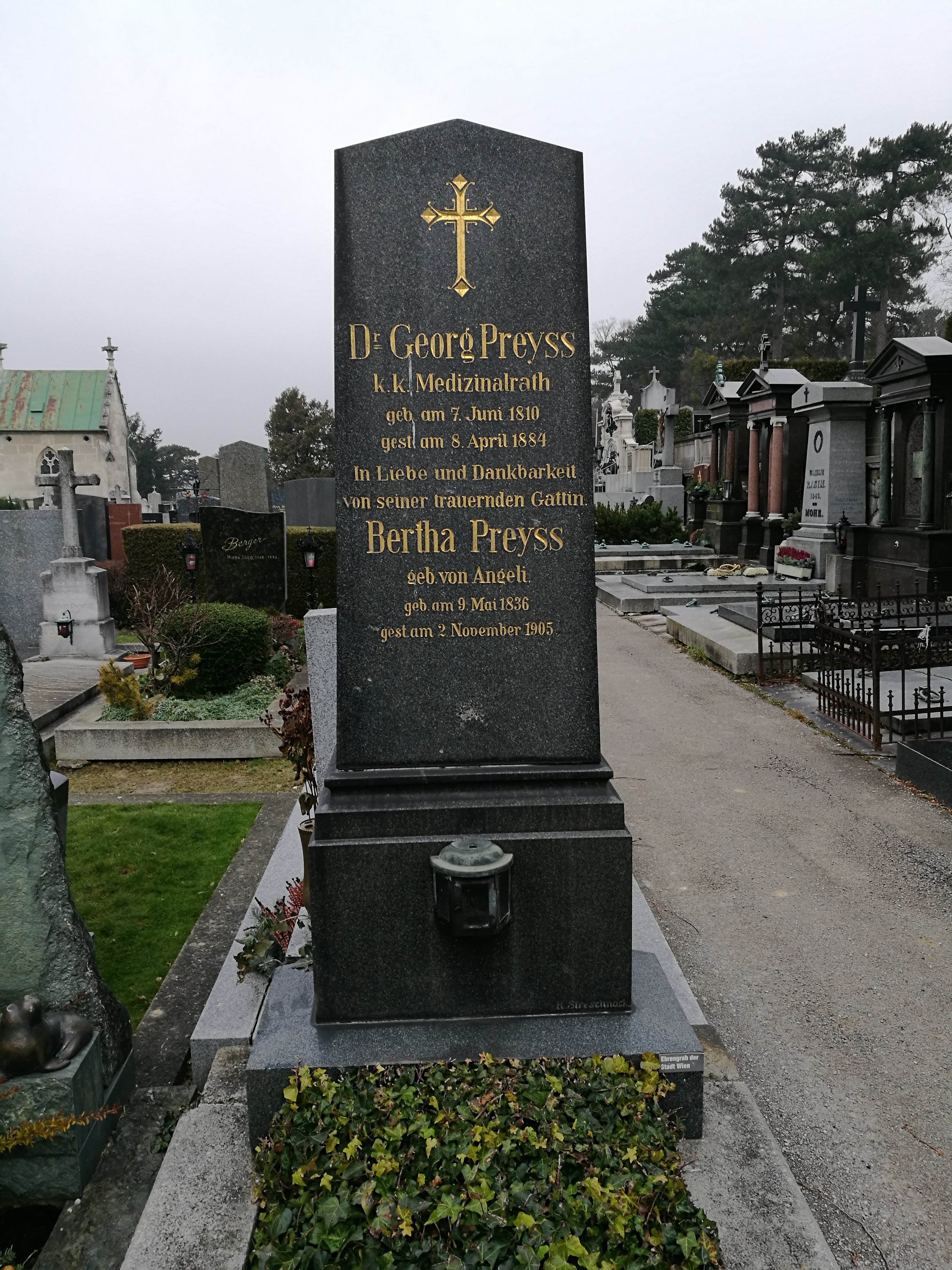
Grab von Georg Preyss auf dem Hietzinger Friedhof in Wien (Gr. 10, Nr. 33)

## Schriften
- De Uroscopia. Dissertatio inauguralis medico-chirurgica, Vindobonae 1834 (Digitalisat)
- Würdigung des Bruchschnittes ohne Eröffnung des Bruchsackes. Braumüller, Wien 1837 (Digitalisat)